# Crocus karduchorum
Crocus karduchorum là một loài thực vật có hoa trong họ Diên vĩ. Loài này được Kotschy ex Maw miêu tả khoa học đầu tiên năm 1881.